# D901 (Pas-de-Calais)
De D901 is een departementale weg in het Noord-Franse departement Pas-de-Calais. De weg loopt van de grens met Somme naar Boulogne-sur-Mer. In Somme loopt de weg als D1001 verder richting Abbeville en Parijs.

## Geschiedenis
Tot 2006 was de D901 onderdeel van de N1. In 2006 werd de weg overgedragen aan het departement Pas-de-Calais, omdat de weg geen belang meer had voor het doorgaande verkeer vanwege de parallelle autosnelweg A16. De weg is toen omgenummerd tot D901.